# مرصد المدينة
المرصد الحضري للمدينة المنورة أو مرصد منطقة المدينة المنورة الحضري هو مركز يقوم على جمع وتحليل المؤشرات الحضرية لإعداد سياسات التنمية الحضرية ومتابعتها وتقييمها، ويرصد الأوضاع والأشكال الحضرية وصناعة القرار في شؤون التنمية الحضرية.

## التاريخ
تأسس مرصد المدينة الحضري عام 2002، وهو أول مرصد حضري بالمملكة العربية السعودية. وقد كان يسمى في البداية بـ المرصد الحضري المحلي للمدينة المنورة الكبرى.

## الأهداف
وضع المرصد خمسة أهدااف رئيسية له وهي:
- استخدام المؤشرات الحضرية في عمليات اتخاذ القرارات.
- خلق نظم مراقبة حضرية مستدامة لمساندة عمليات التخطيط والإدارة.
- مساعدة المسؤولين في معرفة مختلف التفاعلات داخل التجمع.
- دعم إدارة التنمية الحضرية بكل حيادية وشفافية للتنبؤ بنتائج برامج التنمية.
- مساعدة متخذي القرار في توجيه التنمية والمشاريع بمنطقة المدينة المنورة.

## المهام
حدد المرصد الحضري للمدينة أربعة مهام رئيسية له وهي:
1. إنشاء قاعدة بيانات حضرية.
2. إنتاج وتطبيق مؤشرات قياس كفاءة الاداء الحضري.
3. تحليل لقيم المؤشرات الحضرية ووضع السياسات الملائمة لتحقيق الأهداف التنموية.
4. متابعة تنموية المرصد الحضري والتأكد من حصول التأثير الإيجابي لأهداف رؤية المملكة.

## الجوائز
- جائزة الشرف للإنجاز المتميز للموئل (بالإنجليزية: UN-Habitat Scroll of Honour Award) لعام 2009، من برنامج الأمم المتحدة للمستوطنات البشرية.[11][12][13]

## وصلات خارجية
- تجربة إنشاء وتشغيل المرصد الحضري المحلي للمدينة المنورة الكبرى (رؤية المستقبل بعين الحاضر)، إدارة التنمية الإقليمية، المرصد الحضري المحلي للمدينة المنورة الكبرى.